# 格奥尔基龙属
格奥尔基龙（属名：Georgiasaurus，意为“格奥尔基的蜥蜴”，得名自V. A. Otschev的父亲测地专家Georgy Otschev，去世于Otschev于1976年发表描述论文前不久）或译乔治亚龙，是蛇颈龙目已灭绝的一个属，来自晚白垩世的俄罗斯。Otschev（或Ochev）最初将标本命名为Georgia，但此名已被抢先使用（Baird & Girrard, 1853）。该标本原是一具完整骨骼，但在采石场的制备工作中受损。
格奥尔基龙是种中型海生爬行动物，估计长4—5米（13—16英尺）、重450（990磅）。